# 부르고스도
부르고스 도는 스페인 카스티야이레온 지방에 속하는 도로, 이베리아반도의 북부에 위치하고 있다. 주도는 부르고스이다. 북쪽으로는 칸타브리아 지방과 바스크 지방을 나누는 칸타브리아산맥, 동쪽으로는 라리오하 지방과 소리아 주를 나누는 이베리아 산맥, 남쪽으로는 세고비아 주, 동쪽으로는 바야돌리드 주, 팔렌시아 주와 맞닿아 있다.
이 주는 "카스티야의 머리"라고 불린다. 왜냐하면 카스티야 왕국의 설립지였기 때문이다. 부르고스에는 카테드랄과 동시에 역사와 예술적으로 유명한 자산이 있다. 부르고스 외에는, 아란다데두에로와 미란다데에브로의 2곳이 부르고스 다음으로 중요한 산업적 핵심지이다.
최근 발푸에스타 기록의 발견과 연구 후, 부르고스 주는, 쿠나 델 카스테야노처럼 라틴계 스페인어 사투리의 증거 자료와 함께 이미 이 지역 마을에서 카스테야노를 사용하고 있던 것이 밝혀져, 스페인어의 탄생지로 고려되고 있다. 카스티야이레온 주의 법령에 가장 오래된 스페인어의 문서가 서술되어있다.